# Психологическа манипулация
Вижте пояснителната страница за други значения на Манипулация.
Психологическата манипулация е вид социално влияние, което цели промяна на възприятието или поведението на другите чрез тайни, нечестни тактики. Такива методи често са експлоататорски, насилнически (ако не физически, то психически), нечестни и измамни.
Социалното влияние не е непременно отрицателно. Например лекар се опитва да убеди пациент да промени нездравословните си навици. Социалното влияние е безобидно, когато уважава правото на този, на който влияят да приеме или отхвърли самото влияние и също така ако не е прекалено принудително. В зависимост от контекста и мотивацията социалното влияние може да бъде тайна. Всяка стъпка към манипулация, довежда до контрол над жертвите на прослойката общество, грижеща се да провокира всеки от обществото в кръга на манипулаторите, към действия, който дори пожелание на страдащия в този случай манипулация.